# 维讷伊 (安德尔省)
维讷伊（法語：Vineuil，法語發音：[vinœj] ⓘ）是法国安德尔省的一个市镇，位于该省中北部，属于沙托鲁区。

## 地理
维讷伊（46°54'3"N, 1°38'7"E）面积44.41 平方千米，位于法国中央-卢瓦尔河谷大区安德尔省，该省份为法国中部省份，北起卢瓦-谢尔省，西北接安德尔-卢瓦尔省，西南接维埃纳省，南至克勒兹省和上维埃纳省，东临谢尔省。
与维讷伊接壤的市镇（或旧市镇、城区）包括：布里永、舍泽勒、库万、代奥勒、维勒贡日、勒夫鲁、圣莫尔。

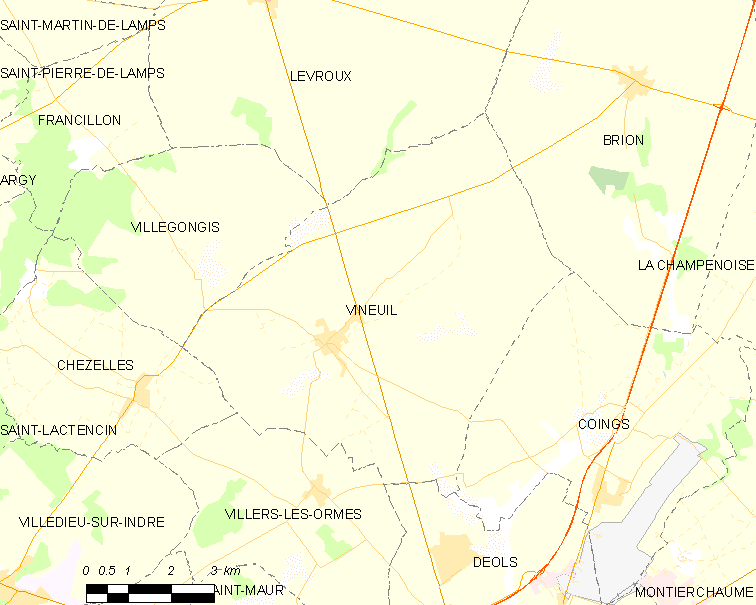
的OSM定位图

维讷伊的时区为UTC+01:00、UTC+02:00（夏令时）。

## 行政
维讷伊的邮政编码为36110，INSEE市镇编码为36247。

## 政治
维讷伊所属的省级选区为勒夫鲁县。

## 人口

1962-2008年间人口变化图示

维讷伊于2022年1月1日时的人口数量为1245人。